# 拉德尼基1923足球俱樂部
拉德尼基1923足球俱樂部（羅馬化：Fudbalski klub Radnički 1923）是塞爾維亞的一家足球俱樂部。位於克拉古耶瓦茨。球隊目前參加塞尔维亚足球超级联赛的賽事。队名中的“Рaднички / Radnički”意为“劳动”，因此队名也可译为“劳动1923足球俱乐部”。

## 历史
俱乐部成立于1923年，起初名为青年工人（Mladi Radnik）。1929年，俱乐部更名为拉德尼基（Radnički）。从1933年开始，俱乐部的地位和重要性开始增加。它于1935年起拥有自己的体育场，并在随后的几年里举办了一些国际比赛，邀请了马赛奥林匹克、费伦茨瓦罗斯和布達佩斯捍衛者、维也纳迅速等球队参加。
在第二次世界大战期间，南斯拉夫王国被轴心国入侵并瓜分。克拉古耶瓦茨被纳粹德国占领，因这座城市、俱乐部及其支持者坚定的反法西斯态度，在战争期间当地居民遭到德军镇压，许多塞尔维亚族平民、罗姆人和犹太人在集中营中丧生，拉德尼基也失去了许多球员、俱乐部官员和整整一代俱乐部支持者。二战后，为了纪念大屠杀的受害者，政府将遭到屠杀的舒马里采村改为了舒马里采纪念公园。克拉古耶瓦茨的种族灭绝博物馆同样距离拉德尼基的体育场不远。
1944年克拉古耶瓦茨解放后，俱乐部继续发展。1949年起，拉德尼基开始建设新体育场。新体育场的建造耗时8年，最终于1957年落成，并以塞尔维亚足球运动先驱达尼洛·斯托亚诺维奇的绰号命名为达查叔叔体育场。1957年6月6日，在体育场的揭幕战中，拉德尼基迎战贝尔格莱德游击队，比赛最终以2–2结束。1969年，拉德尼基首次升入南斯拉夫足球甲级联赛。1971年，俱乐部降回乙级联赛。此后俱乐部成绩起伏不定，经历了多次升降级，其中包括多次升上顶级联赛，但都未能长期停留。

## 外部連結
- Official website （页面存档备份，存于） （塞爾維亞文）
- FK Radnički 1923 on Facebook